# Portrait de Beatrice Hastings (Modigliani, Milan)
Pour les articles homonymes, voir Portrait de Beatrice Hastings.
Le Portrait de Beatrice Hastings est une peinture à l'huile sur toile de 43 × 35 cm réalisée en 1915 par le peintre italien Amedeo Modigliani. Elle est conservée au Museo del Novecento de Milan dans la salle Avanguardie Internazionali et fait partie de la collection Jucker. 
La peinture dépeint l'écrivaine et journaliste anglais Beatrice Hastings, amante de Modigliani pendant deux ans. 

## Le retour à la peinture
Cette peinture marque le retour de l'artiste à la peinture après une période dédiée à la sculpture.  